# Chuyển tên miền
Chuyển tên miền (Transfer domain) tức là chuyển quyền quản lý tên miền từ nhà đăng ký tên miền sang nhà đăng ký khác quản lý. Các năm tiếp theo sẽ đóng phí duy trì tên miền cho nhà đăng ký tên miền mới này.

## Thủ tục chuyển tên miền quốc tế (.com,.net,.org..)
1. Kiểm tra tên miền không bi lock (domain trạng thái active)
2. Tên miền còn thời gian duy trì trên 30 ngày
3. Đề nghị nhà cung cấp tên miền trước đó cung cấp số Authorization Key
4. Phải check được email quản trị tên miền
5. Nộp phí gia hạn tên miền thêm một năm

## Thủ tục chuyển tên miền Việt Nam
1. Điền thông tin vào mẫu chuyển đổi nhà đăng ký có xác nhận chủ thể (Mẫu này do nhà đăng ký tên miền mà bạn muốn chuyển đến cung cấp.
2. Mẫu chuyển đổi nhà đăng ký cần nhà đăng ký tên miền cũ lấy dấu xác nhận đồng thuận.
3. Gửi mẫu chuyển đổi nhà đăng ký đến nhà đăng ký mới làm thủ tục chuyển đổi
4. Phí chuyển tên miền: Hoàn toàn miễn phí.